# Corey Davis (wielrenner)
Corey Davis (11 oktober 1992) is een Amerikaans voormalig wielrenner die in 2023 prof werd bij Q36.5 Pro Cycling Team.

## Carrière
In maart 2020 werd Davis, namens Maloja Pushbikers, derde in het bergklassement van de Ronde van Rhodos. Enkel Torstein Træen en Colin Stüssi verzamelden slechts één punt meer. Later dat jaar werd hij negende in het eindklassement van Belgrado-Banja Luka. In 2023 werd Davis prof bij Q36.5 Pro Cycling Team. Zijn debuut in de World Tour maakte hij in oktober van dat jaar, toen hij de Ronde van Lombardije niet uitreed.

## Resultaten in voornaamste wedstrijden
|      | \| Jaar \| Ronde van Lombardije \| \| ---- \| -------------------- \| \| 2023 \| opgave \| |
| Jaar | Ronde van Lombardije                                                                       |
| 2023 | opgave                                                                                     |

## Ploegen
- 2018 –  Cyclus Sports
- 2019 –  Team Skyline (tot 1 mei)
- 2019 –  IAM Excelsior (vanaf 25 juli)
- 2020 –  Maloja Pushbikers
- 2021 –  Maloja Pushbikers
- 2022 –  Maloja Pushbikers
- 2023 –  Q36.5 Pro Cycling Team

Benz-Kuch · Bertazzo · Bichlmann · Davis · Evans · Finetto · Fortin · Klotz · Kopper · Meo · Reißig · Rudys · von Stetten · Weber · Wollenberg
Abreha · Badilatti · Bauer · Brambilla · Calzoni · Camprubi · Christen · Colombo · Conca · Davis · Devriendt · Donovan · Fedeli · Hagen · Howson · Ludvigsson · Małecki · Monk · Moschetti · Parisini · Puppio · Rosskopf · Sajnok · Zukowsky · Novák (stagiair)